# Rockers (banda sonora)
Rockers es la banda sonora de la película jamaiquina de 1978 del mismo nombre, publicado en 1979.

## Lista de canciones

### Lado A
1. "We 'A' Rockers" (Ian Lewis, Bernard Harvey) - Inner Circle
2. "Money Worries" (Wilson) - The Maytones
3. "Police and Thieves" (Junior Murvin, Lee Perry) - Junior Murvin
4. "Books of Rules" (Barry Llewellyn, Harry Johnson) - The Heptones
5. "Stepping Razor" (Joe Higgs) - Peter Tosh
6. "Tenement Yard" (Jacob Miller, Roger Lewis) - Jacob Miller
7. "Fade Away" (Earl "Chinna" Smith) - Junior Byles

### Lado B
1. "Rockers" (Neville Livingstone) - Bunny Wailer
2. "Slave Master" (Gregory Isaacs) - Gregory Isaacs
3. "Man in the Street" (Coxsone Dodd) - Rockers All Stars
4. "Graduation in Zion" (Frank Dowding) - Kiddus I
5. "Jah No Dead" (Winston Rodney) - Burning Spear
6. "Satta Massagana" (L. Manning, D. Manning, B. Collins) - Third World
7. "Natty Take Over" (Justin Hines, Michael Roper) - Justin Hines & the Dominoes

- Datos: Q3437936